# Isfahanska pokrajina
Isfahanska pokrajina (perz. استان اصفهان; Ostān-e Isfahān) je jedna od 31 iranske pokrajine. Smještena je u središnjem dijelu zemlje, a omeđena je Komskom i Semnanskom pokrajinom na sjeveru, Jazdskom pokrajinom na istoku, Farsom, Kuhgilujom i Bojer-Ahmadom odnosno Čahar-Mahal i Bahtijarijem na jugu, te Huzestanom, Luristanom i Markazijem na zapadu. Isfahanska pokrajina ima površinu od 107.027 km², a prema popisu stanovništva iz 2006. godine u njoj je živjelo 4,559.256 stanovnika. Sjedište pokrajine nalazi se u velegradu Isfahanu.

## Okruzi
- Aransko-bidgolski okrug
- Ardestanski okrug
- Borharski okrug
- Čadeganski okrug
- Dehakanski okrug
- Falavardžanski okrug
- Faridanski okrug
- Ferejdunšaherski okrug
- Golpajeganski okrug
- Homeinišaherski okrug
- Hursko-bijabanački okrug
- Hvansarski okrug
- Isfahanski okrug
- Kašanski okrug
- Lendžanski okrug
- Mobarački okrug
- Nadžafabadski okrug
- Najinski okrug
- Natanški okrug
- Semiromski okrug
- Šahreški okrug
- Šahinšahersko-mejmski okrug
- Tiransko-karvanski okrug

## Vanjske poveznice
- (perz.) Službene stranice Isfahanske pokrajine

Ostali projekti
|  | Zajednički poslužitelj ima još gradiva o temi Isfahanska pokrajina |